# Baglung (Distrikt)

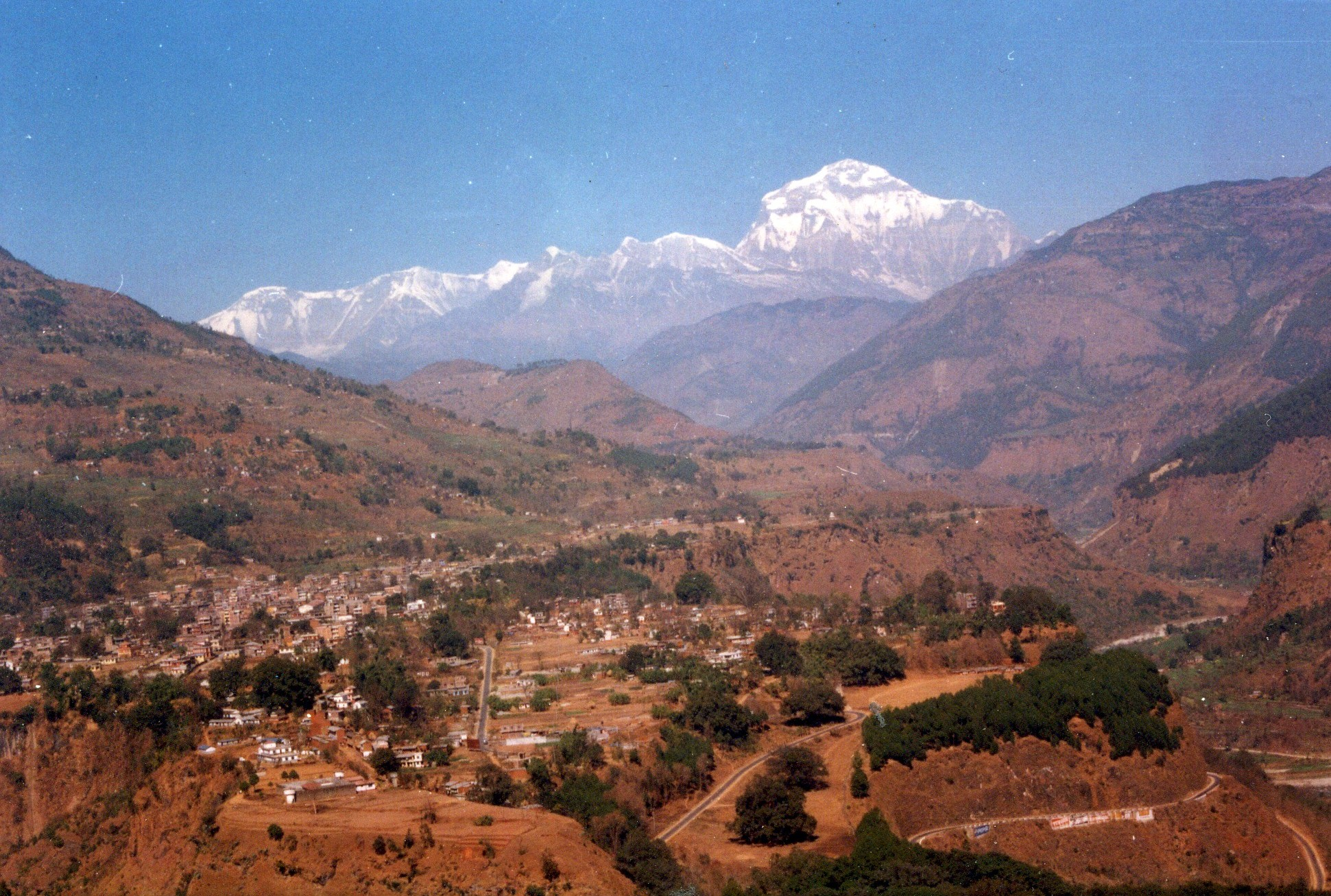
Die Stadt Baglung; im Hintergrund der Dhaulagiri

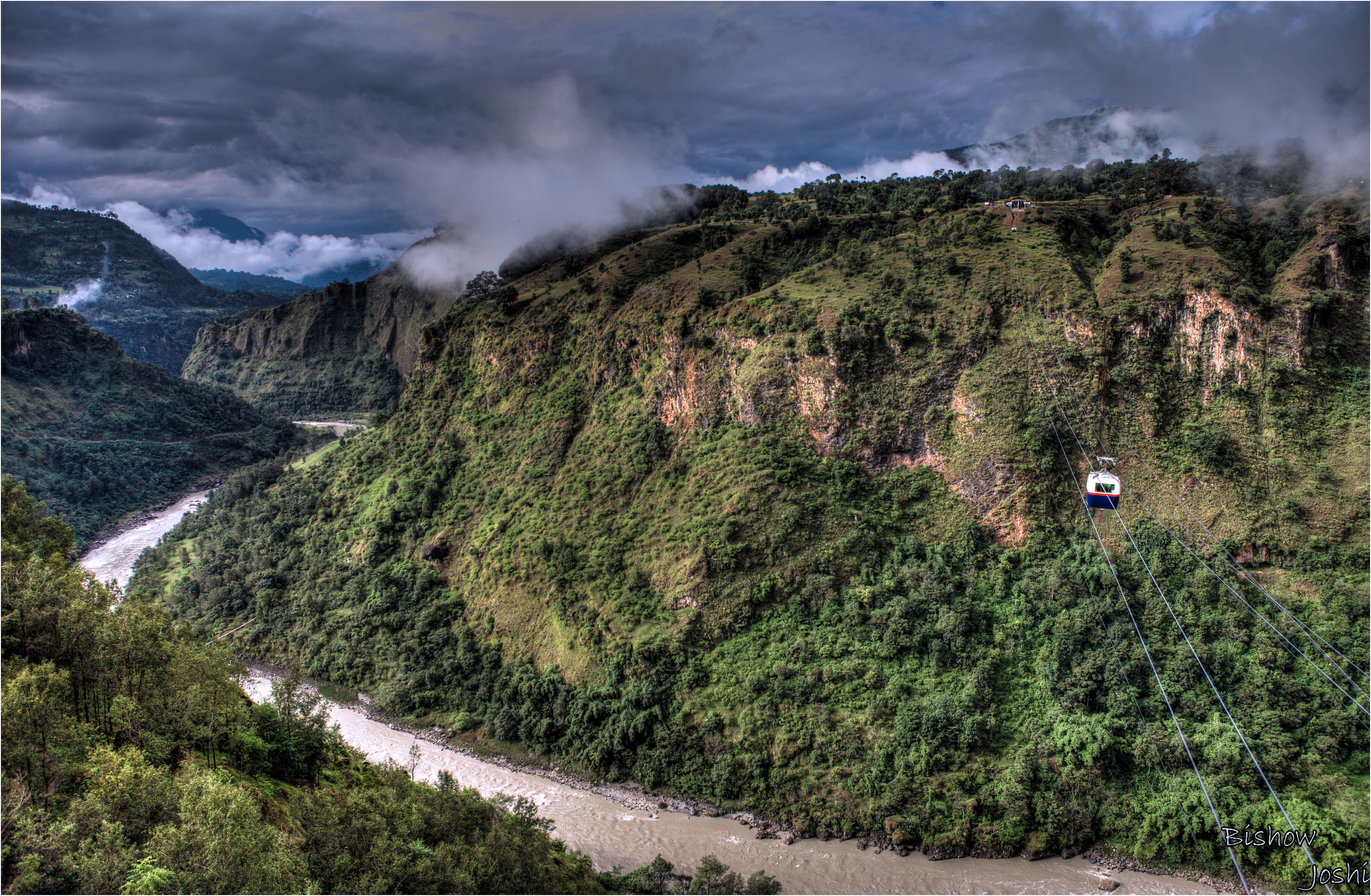
Kabinenbahn in Baglung

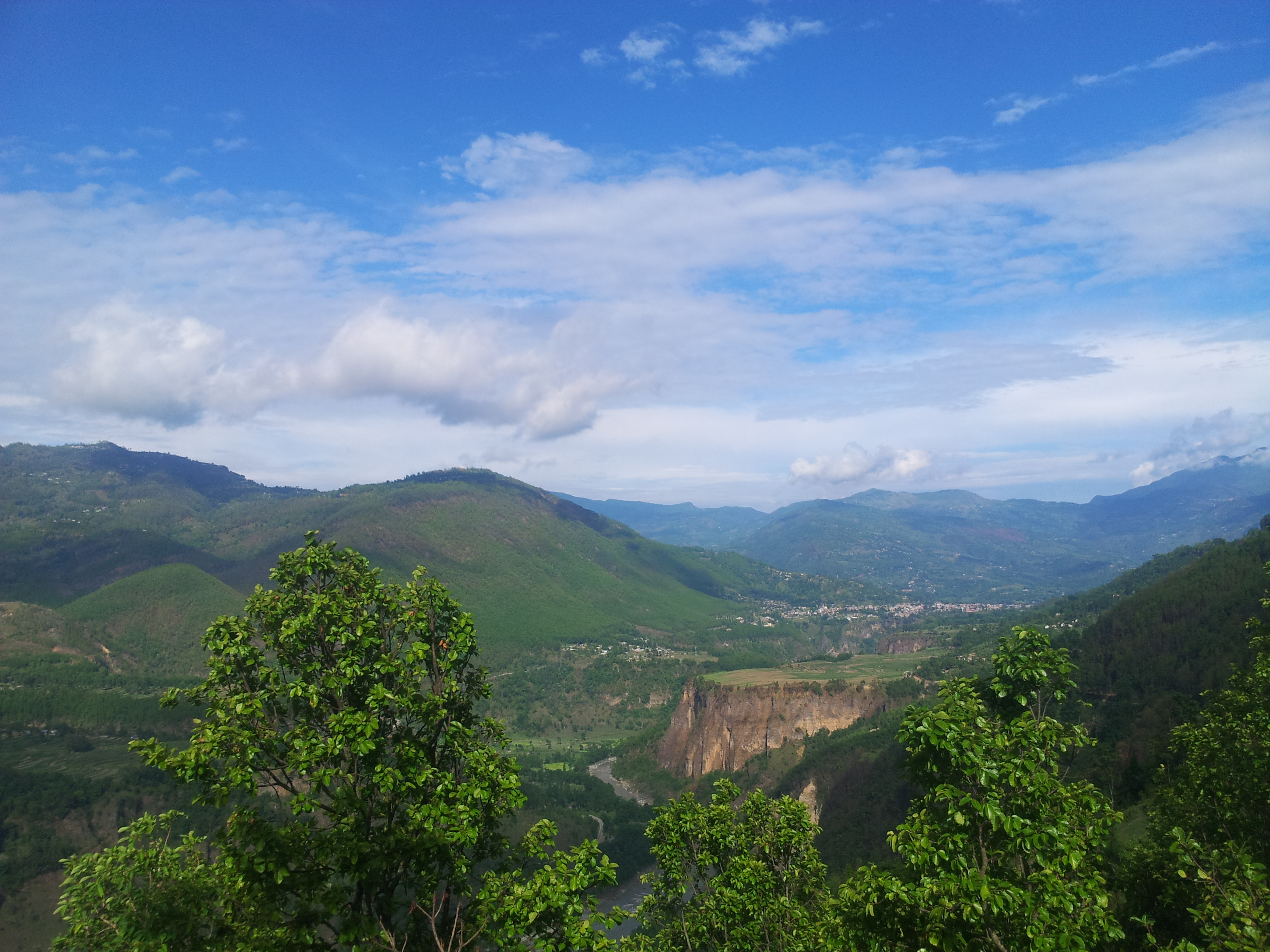
Landschaft um Baglung

Der Distrikt Baglung (Nepali बागलुङ जिल्ला) ist einer von 77 Distrikten in Nepal.
Er ist Teil der Verwaltungszone Dhaulagiri in der Entwicklungsregion West. Der Distrikt umfasst das Bergland südlich des Dhaulagiri-Massivs und erstreckt sich südlich des Myagdi Khola und westlich des Kali Gandaki. Der Verwaltungssitz ist in der Stadt Baglung.

## Verwaltungsgliederung
Städte (Munizipalitäten) im Distrikt Baglung:
- Baglung

Village Development Committees (VDCs) im Distrikt Baglung:
- Adhikarichaur
- Amalachaur
- Amarbhumi
- Argal
- Arjewa
- Baskot
- Batakachaur
- Bhakunde
- Bhimgithe
- Bhimpokhara
- Bihunkot
- Binamare
- Boharagaun
- Bowang
- Bungadovan
- Burtibang
- Chhisti
- Daga Tundada
- Damek
- Darling
- Devisthan
- Dhamja
- Dhullu Jaidi
- Dhullubaskot
- Dudilavati
- Gwalichaur-Harichaur
- Hatiya
- Heela
- Hudgishir
- Jabdi
- Jaljala
- Kandebas
- Khungkhani
- Khunga
- Kusmishera
- Lekhani
- Malika
- Malma
- Mulpani
- Narayansthan
- Narethanti
- Nisi
- Paiyunthanthap
- Palakot
- Pandavkhani
- Paiyunpata
- Rajkut
- Ranasingkiteni
- Rangkhani
- Rayadanda
- Resha
- Righa
- Salyan
- Sarkuwa
- Singana
- Sisakhani
- Sukhaura
- Sunkhani
- Taman
- Tangram
- Tara
- Tityang